# ルイーザ・アダムズ
ルイーザ・キャサリン・ジョンソン・アダムズ（Louisa Catherine Johnson Adams , 1775年2月12日 - 1852年5月15日）は、第6代アメリカ合衆国大統領ジョン・クインシー・アダムズの夫人（アメリカ合衆国のファーストレディ）である。身長5フィート6インチ（約168cm）。

## 生い立ち

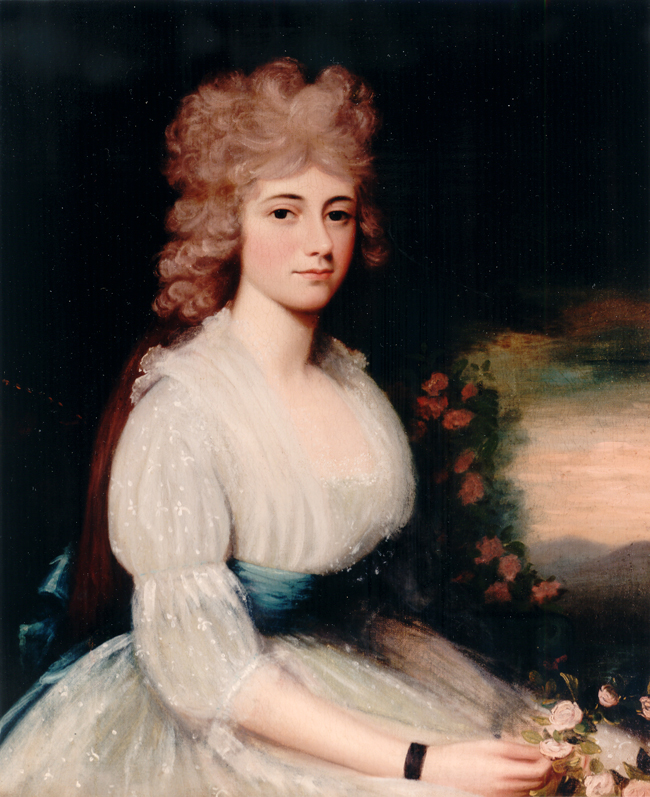
1794年頃にエドワード・サベージによって描かれた肖像画

1775年2月12日にイギリスのロンドンにてアメリカ人の商人ジョシュア・ジョンソン（1744-1802）とイギリス生まれの婦人キャサリン・ヌト・ジョンソン（1757-1811）の次女（姉1人・妹5人・弟1人）として生まれた。ルイーザはアメリカ合衆国外で生まれた、初めてのファーストレディである。ジョシュアの兄のトマス・ジョンソンは初代メリーランド州知事を務めた。
一家は1777年にアメリカ独立戦争を支援するためにフランスのナントに移住した。この地で教育を受けたルイーザはフランス語が堪能になり、彼女の第一言語になった。ジョシュアが商人として働きながらロンドン駐在のアメリカ総領事も務めることになり、一家は1783年にイギリスに戻った。ルイーザは1789年までイギリスの女子のための寄宿学校に通い、この学校で数学、哲学、刺繍、裁縫、描画などを学んだ。ルイーザと彼女の姉妹たちも受ける機会を与えられた学校教育はジョシュアが展開していた事業が大損害を被ったために途中で終了した。その代わりに1789年から1793年まで自宅で家庭教師による授業を受けた。ルイーザはこの頃から詩やエッセイを本格的に書くようになった。
父ジョシュアはロンドンの自宅に多くのアメリカ人を招いて頻繁にパーティーを開いた。在蘭全権公使を務めるジョン・クインシー・アダムズも1795年に一家を初めて訪れ、この時にルイーザと知り合った。アダムズの母親のアビゲイル夫人はルイーザと結婚することによって息子の政治家としての前途に支障が出るのではないかと心配しており、アダムズ自身も結婚の前年の1796年に将来の妻に対して慎重であることの大切さや経済力の重要性を強調する批判的な手紙を何通も送っている。

## 結婚と家族
1797年7月26日にジョン・クインシー・アダムズとルイーザ・キャサリン・ジョンソンはロンドンで結婚式を挙げた。この年の3月にアダムズの父ジョン・アダムズは第2代アメリカ合衆国大統領に就任している。また、多額の借金を抱えていたルイーザの父ジョシュアは娘の結婚式の直前に彼の妻と他の子供達を連れてイギリスから逃亡している。ルイーザは後年に自分の子供達に向けて書いた未発表の回想録において「彼が廃墟の一家と繋がりを持ってしまった」と述べ、申し訳ないと思う気持ちを吐露している。海外勤務で多くの接待を自腹を切って行わなければならない外交官にとっては自分や妻の実家の資産がどのくらいあるかは重要な問題であり、この出来事は彼女を長年苦しませる引け目となってしまった。
ルイーザはアダムズとの間に4人の子供をもうけた。
- ジョージ・ワシントン・アダムズ（1801-1829） - 名前の通り、優秀な政治家であった祖父と父に次ぐ3代目の大統領職を目指すべく子供の頃から期待がかけられた。政治家の道を歩み始めたが、重圧からかある時からアヘンにはまり、アルコール依存症になり、借金も抱えるようになった。1829年4月29日に乗船していたニューヨーク行きの汽船『ベンジャミン・フランクリン』号がロングアイランド湾を通過している間に姿を消した。乗客が自分を狙っているという妄想に悩まされていたと言われている。6月初めに遺体が発見され、メイドのエリザ・ドルフとの間に婚外子をもうけていたことも判明した[7][8]。
- ジョン・アダムズ2世（英語版）（1803-1834） - ホワイトハウスで父の秘書を務めた。その後に故郷で一家が所有する製粉業を継いだが、経営に失敗してアルコール依存症になり、失明し、31歳で亡くなった[9]。1828年にルイーザの姪のマリア・キャサリンと大統領の息子として初めてホワイトハウスで結婚式を挙げたことでも知られている[10]。
- チャールズ・フランシス・アダムズ・シニア（1807-1886） - 長兄と同じく政治家の道を進み、合衆国下院議員も務めた。1848年の大統領選挙において自由土地党から副大統領候補として立候補したが、敗北した。その後に在英特命全権公使も務めた[11]。
- ルイーザ・キャサリン・アダムズ（1811-1812）

## 結婚生活

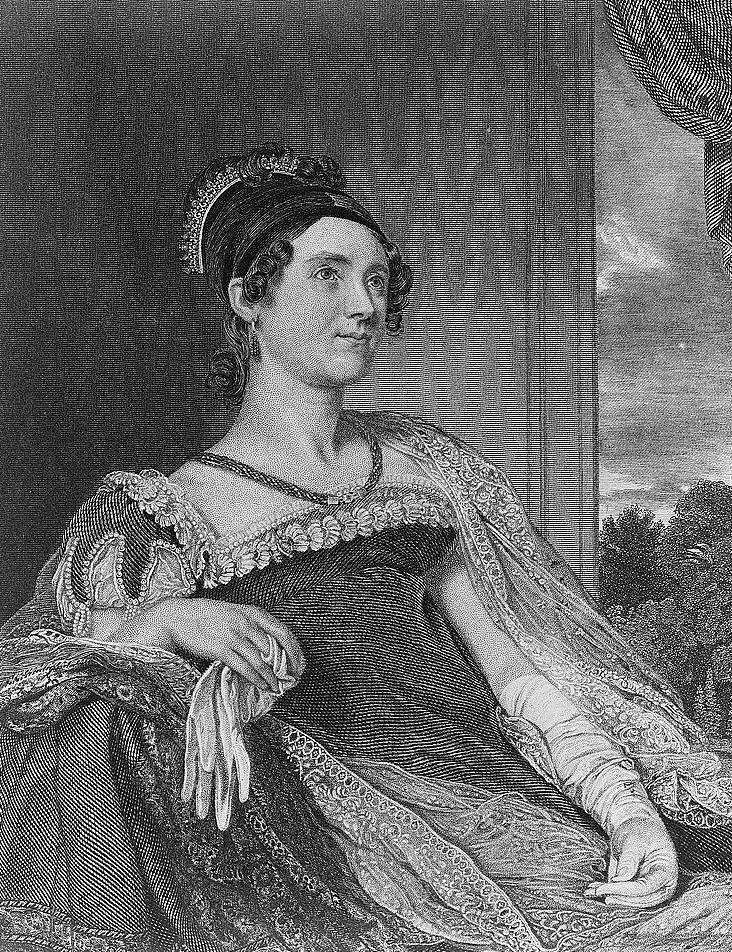
1816年にチャールズ・ロバート・レスリーによって描かれた肖像画

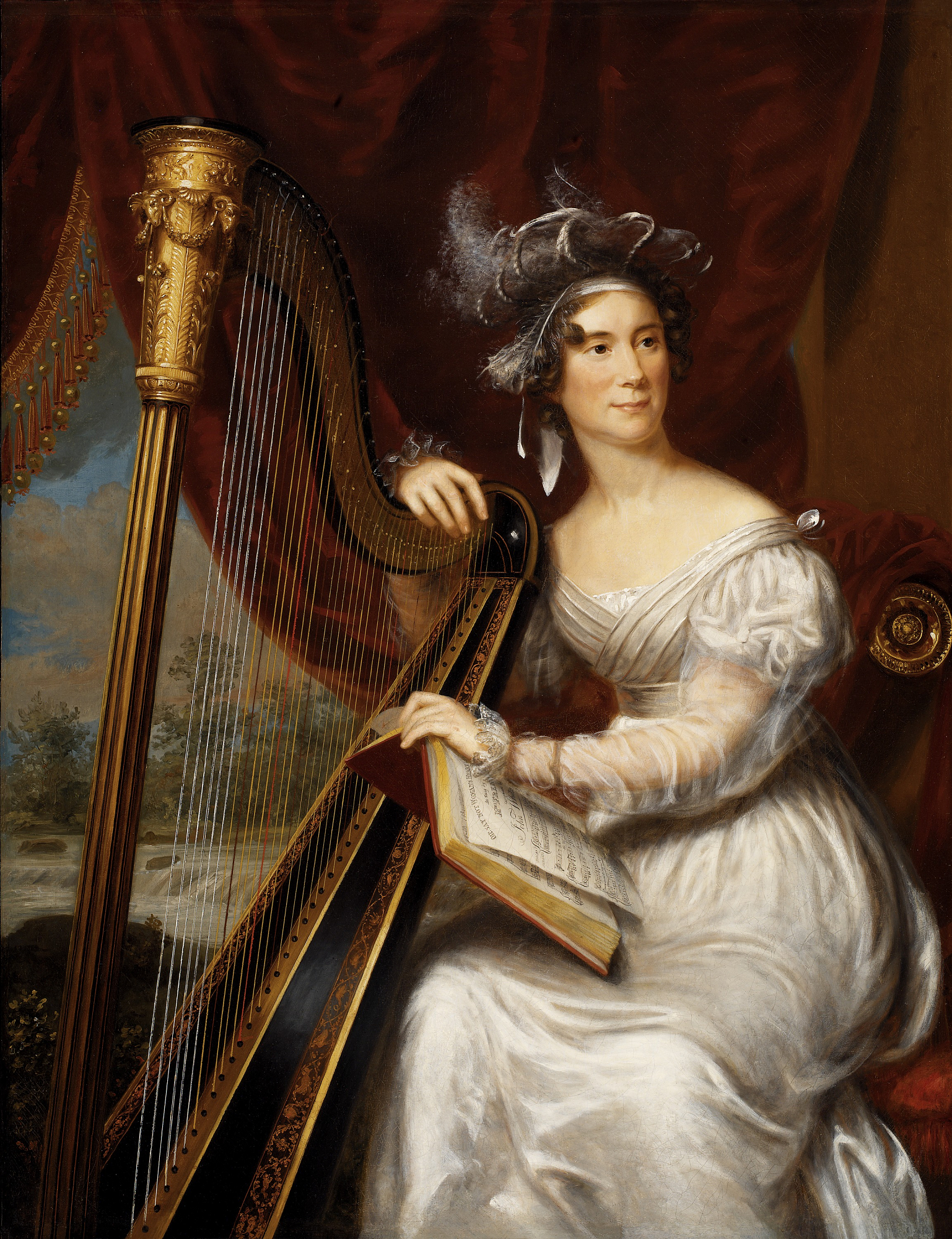
1821年から1825年の間にチャールズ・バード・キングによって描かれた肖像画

アダムズは服装に無頓着であり、10年間同じ帽子を被り続けたこともあったほどだった。そのために母アビゲイルから服装を注意されることが多かった。ルイーザも同じく夫の服装に大いに不満を持っていた。その上、怒りっぽい性格で、いつも妻に相談せずに事を運び、妻の行動を批判していた。その心労からかルイーザ夫人はいつも顔色が悪かったと言われている。
二人が結婚した1797年にアダムズはプロイセン駐在公使に任命され、ルイーザは夫と一緒にベルリンに移住し、公務員の妻としての務めを開始した。1801年に長男のジョージ・ワシントン・アダムズが生まれる以前にルイーザはこの地で最初の流産を経験した。その後も幾度となく流産、失神の発作、発熱、極度の疲労感などに苦しむことになった。
アダムズの父が1800年の大統領選挙で敗北し、アダムズは帰国することになった。ルイーザはこの時に生まれて初めてアメリカを訪れた。ヨーロッパで生まれ育ったルイーザにとってはアメリカ社会の慣習は奇妙なものに見えたという。アダムズの両親とも初めて対面した。父ジョンにはすぐに気に入られて長きにわたるルイーザの良き理解者となったが、母アビゲイルについては「感傷的でヒステリックな貴婦人に見えました」と書いている。
アダムズが1802年に合衆国上院議員に選出され、ワシントンD.C.での生活を始めることになった。ルイーザはファーストレディの役割を担っていたドリー・マディソンが開いた晩餐会に出席し、もてなしを受けた。
1809年にルイーザはアメリカを去ることになった。夫アダムズは妻に一言も相談せずに在露全権公使の任命を受け入れ、長男ジョージと次男ジョンの世話を母アビゲイルに頼み、三男チャールズのみをロシアに連れていくことを決めた。ルイーザは後年にこの時が「今までの人生で最もショックだった瞬間の一つです」と振り返っている。
ルイーザはロシア帝国のサンクトペテルブルクでの生活で金銭の遣り繰りに苦心し、寒さの厳しさもあって絶えず体調を崩した。皇帝アレクサンドル1世はルイーザを気に入り、よく彼女を自分のダンスのパートナーに指名した。1811年にサンクトペテルブルクで娘を出産したが、翌1812年には亡くなり、埋めがたい喪失感を抱えることになった。
1814年にアダムズは米英戦争の和平交渉のためにオランダのゲントに出かけていった。これが終わると、彼はサンクトペテルブルクに残ったルイーザに「財産を処分してすぐにパリに来るように」と一方的に手紙を送ってきた。
このためにルイーザと彼女の8歳の息子チャールズ、出発直前に雇った従者3人を乗せた馬車は苦難の続くヨーロッパ横断の旅を敢行することになった。真冬の野山を駆け続け、雪や氷の中で何回も立ち往生してしまい、壊れた車輪を修理して進んだ。行く先で殺人があったばかりでも断固として前進したこともあった。ナポレオン1世派の軍隊がロシア製の馬車を見て取り囲み、「殺せ」とわめいたこともあった。この時はルイーザがアメリカ旅券を見せると兵隊は「アメリカ万歳」と叫んだので、彼女も「ナポレオン万歳」とフランス語で応えたという。パリにたどり着いたのは出発から40日後の1815年3月21日のことだった。ロシアからポーランドへ向かい、次いでドイツを通り、フランスに達した。この時の体験記はルイーザの死後に彼女の孫によって出版された。
1815年から1817年までアダムズはルイーザの生まれた国、イギリスで在英全権公使を務めた。長男ジョージと次男ジョンも合流し、2人の子供と6年ぶりに再会した。離れ離れになっていた核家族がようやく集結した。この時期はルイーザにとってとても幸せな期間だった。
1817年にアダムズがジェームズ・モンロー大統領から国務長官に任命されると、一家はワシントンD.C.に移り住んだ。この頃から夫妻は大統領職を強く意識するようになった。ファーストレディのエリザベス・モンロー夫人が止めてしまったホワイトハウス訪問者への答礼訪問をルイーザは引き受けた。毎朝夫が用意したカードに従って市内をかけずり回り、時には一日にワシントンD.C.の端から端まで25軒も回ったこともあったという。ルイーザの応接室はワシントン人士の交流の中心地となった。この場所で火曜日の夜に頻繁に大規模で活気あるレセプションパーティーやダンスパーティーを主催し、政治家や有名な新聞記者との結び付きを重視した。こうした彼女の努力で代表的なのがアンドリュー・ジャクソンを1824年1月8日に招き、彼のニューオーリンズの戦いでの勝利記念日を称えて開いた参加者1千人の舞踏会である。10ヶ月後の大統領選挙で夫の有力な対抗馬と見られていたジャクソンに支援を求めたが、失敗に終わった。ぶっきらぼうな夫とは対照的に、選挙活動に熱心であった。
1824年の大統領選挙ではアダムズは一般投票で対抗馬のアンドリュー・ジャクソンに負けていたにもかかわらず、ジャクソンが大統領選挙人の過半数を獲得出来なかったために下院で決選投票に持ち込まれた。ここでアダムズはもう一人のライバルだったヘンリー・クレイに「国務長官にする」と約束して支持を取り付け、二位と三位連合で逆転当選した。これによってジャクソン派から怒りを買い、アダムズ政権は政敵から激しい妨害を受けることになった。ルイーザはこの有権者をないがしろにした取引のために夫に深く失望し、派閥の増長に落胆した。彼女は「私達夫婦には大統領よりも外交使節団の方が合っていたのでしょう」と結論付けた。

## ファーストレディとして
1825年3月4日にアダムズが第6代アメリカ合衆国大統領に就任し、ルイーザ夫人はファーストレディとなった。この時にルイーザはワシントンD.C.にいたが、夫アダムズの大統領就任式に出席しなかった。
ルイーザはホワイトハウスに優雅さをもたらした。洗練された食事と良いワインを用意するように気を付け、時には得意のハープを客の前で演奏したこともあった。一番豪華だったと言われるのが1825年2月25日にアメリカ独立戦争を助けてくれたフランスのジルベール・デュ・モティエ・ド・ラファイエット侯爵を迎えて彼の68歳の誕生日を祝賀したパーティーである。ラファイエット侯爵は「7月4日こそは両大陸にとって自由が誕生した日である」と語った。
もう一つの大きなイベントは1828年2月25日に次男ジョンがホワイトハウスで挙げた結婚式である。これは大統領の息子がホワイトハウスで挙げた最初の結婚式となった。相手はホワイトハウスに同居していた従姉のメアリー・キャサリン・ヘレンだった。この女性は浮気性で、以前には長男のジョージと三男のチャールズにも言い寄ったりもしていた。そのためにアダムズ大統領は結婚に反対していたが、レセプションでは日頃厳しい彼も気さくにダンスに参加したりした。
こうした華やかなイベントも主催し、選挙活動中は「キャンペーンガール」としての役割を受け入れていたルイーザであったが、ファーストレディの地位を嫌い、ホワイトハウスを「監獄」と呼んでいた。前代のエリザベス・モンローと同様に答礼訪問をしないことに決めた。このために政治家夫人と接触する機会が少なくなり、ルイーザが定期的に開いた心を込めた夕食会も欠席が目立った。
ルイーザはファーストレディを務めた4年間に自分に無関心な夫との距離を以前にも増して感じるようになり、重度のうつ病に苦しんだ。読書や著作やスケッチ、養蚕などで気を紛らわすことが多くなった。彼女はホワイトハウスの中で繭を煮て絹糸を紡いでいた。姑のアビゲイル夫人と違い、政治に口出しはしなかった。「全く関わっていないし、一度も相談されませんでした」と書いている。
1828年の大統領選挙が近付いてくると、ルイーザは当初から再選が絶望的であることを認識しながらも、それまでの隠遁生活を止めて再び活発な選挙活動を開始した。彼女の外国生まれを非難する声に対しては「アメリカ人の共和党支持者の商人の娘です」と言い返した。

## アダムズ大統領退任後
ホワイトハウスを去ってからまもなく、1829年4月に夫妻は長男ジョージが船外に落ちて死亡するという悲劇に見舞われたが、その5年後の1834年には次男のジョンも急性アルコール中毒で死亡してしまった。ルイーザにとってせめてもの慰めはこの2人の息子の死後に夫婦の仲が修復されたことだった。
アダムズ大統領が退任した時にルイーザはマサチューセッツ州の自宅に永久に落ち着けると考えていた。ところが、1831年にはアダムズは以後17年に及ぶ重要な下院議員生活を開始した。二人はこの期間に奴隷制の反対で協力するようになり、女性の権利の向上にも共鳴するようになった。このアダムズの進歩的な考え方は彼の母親のアビゲイル譲りのものであった。当初は公職に復帰するアダムズの決断に憤慨していたルイーザも勇気ある夫に対して次第に敬意を払うようになっていった。
1848年2月21日にアダムズは脳卒中に見舞われ、国会議事堂内の床に倒れた。その2日後の2月23日に死亡した。彼が息を引き取った下院議長室は女人禁制だと言われ、ルイーザは入室を許されなかった。
ルイーザは夫の死から4年後の1852年5月15日にワシントンD.C.で亡くなった。77歳没。上下両院は喪に服すために議会の開催を延期した。夫の海外勤務には全て同行し、外交的な経験は歴代随一のファーストレディであった。夫婦揃ってマサチューセッツ州クインシーのユナイテッド・ファースト教区教会の夫の両親の傍らに埋葬された。
夫はダゲレオタイプの写真を数枚残しているが、夫より4年遅く亡くなったルイーザは写真を一枚も残さなかった。

## 記念硬貨
大統領1ドル硬貨プログラムの一環として2008年5月29日に合衆国造幣局はルイーザ・アダムズの栄誉を称える10ドル金貨と銅メダルを発行した。